# Salli Richardson-Whitfield

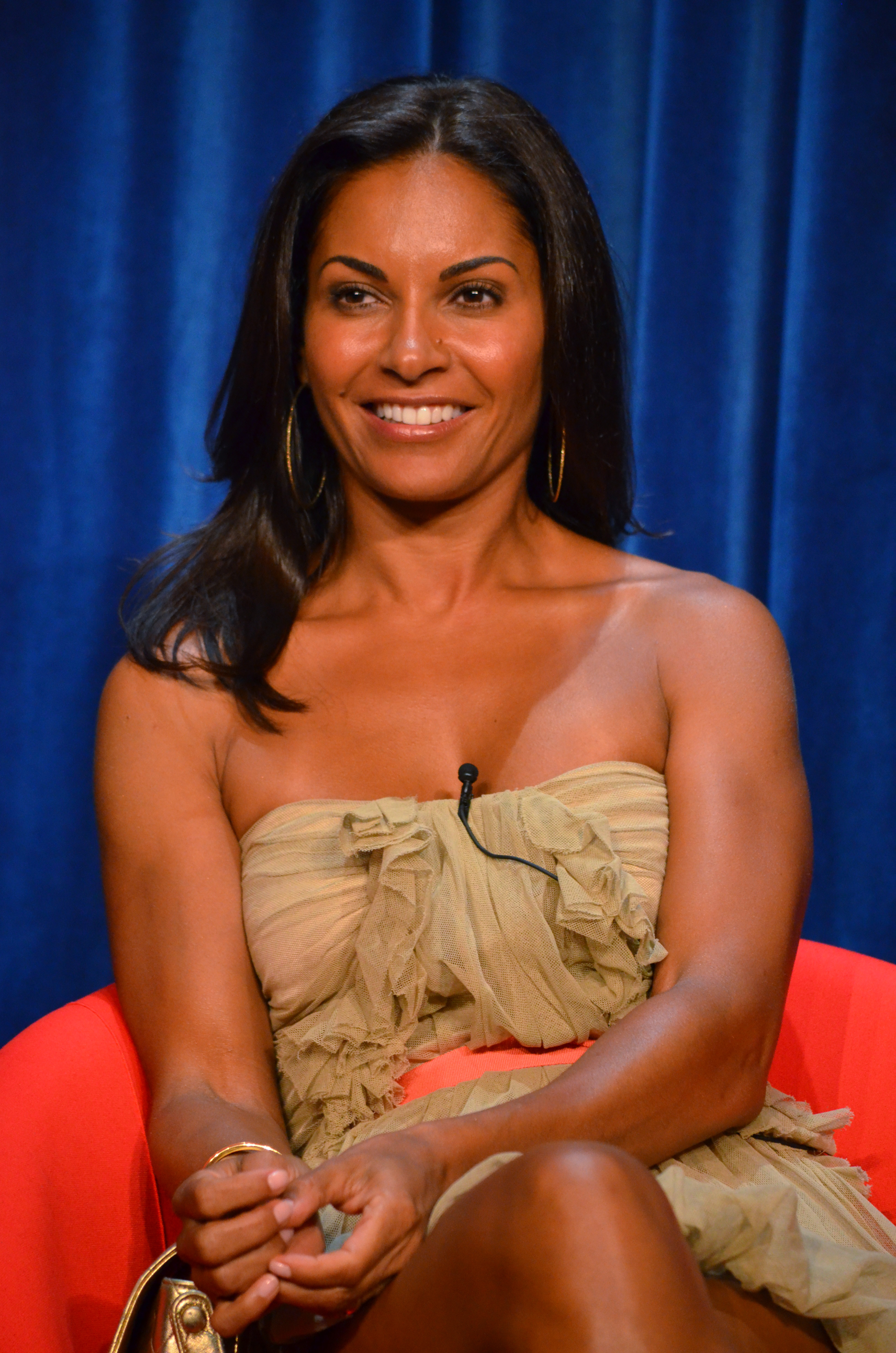
Salli Richardson-Whitfield (2012)

Salli Elise Richardson-Whitfield (ur. 23 listopada 1967 w Chicago) – amerykańska aktorka i reżyser. W 1985 ukończyła University of Chicago Laboratory Schools.

## Filmografia

### Filmy
| Rok  | Tytuł                                                | Rola                  | Uwagi |
| ---- | ---------------------------------------------------- | --------------------- | ----- |
| 1991 | Up Against the Wall                                  | Denise                |       |
| 1992 | Preludium miłości                                    | Bridesmaid            |       |
| 1992 | Mo’ Money                                            | Pretty Customer       |       |
| 1992 | How U Like Me Now                                    | Valerie               |       |
| 1993 | Posse                                                | Lana                  |       |
| 1994 | Sioux City                                           | Jolene Buckley        |       |
| 1994 | A Low Down Dirty Shame                               | Angela                |       |
| 1995 | Once Upon a Time...When We Were Colored              | Miss Alice            |       |
| 1996 | Soul of the Game                                     | Lahoma                |       |
| 1996 | Wielka biała pięść                                   | Bambi                 |       |
| 1998 | Butter                                               | Blusette Ford         |       |
| 1999 | Lillie                                               | Lillie                |       |
| 2002 | Book of Love: The Definitive Reason Why Men Are Dogs | Karen                 |       |
| 2002 | Antwone Fisher                                       | Berta Davenport       |       |
| 2002 | Baby of the Family                                   | Nelli McPherson       |       |
| 2003 | Biker Boyz                                           | Half & Half           |       |
| 2004 | Anakondy: Polowanie na krwawą orchideę               | Gail Stern            |       |
| 2007 | Jestem legendą                                       | Zoe Neville           |       |
| 2009 | Black Dynamite                                       | Gloria                |       |
| 2009 | Pastor Brown                                         | Jessica „Jesse” Brown |       |
| 2010 | I Will Follow                                        | Maye                  |       |
| 2012 | We the Party                                         | Principal Reynolds    |       |
| 2015 | Playin' for Love                                     | Talisa McCoy          |       |
| 2015 | The Sin Seer                                         | Nia                   |       |

### Telewizja
| Rok       | Tytuł                             | Rola              | Uwagi               |
| --------- | --------------------------------- | ----------------- | ------------------- |
| 1994–1996 | Gargoyles                         | Elisa Maza (głos) | gł. obsada, 60 odc. |
| 1996      | Gargoyles: The Goliath Chronicles | Elisa Maza (głos) | gł. obsada, 11 odc. |
| 1997      | Prawdziwe kobiety                 | Martha            | film TV             |
| 1998–1999 | Mercy Point                       | Kim Salisaw       | gł. obsada, 8 odc.  |
| 2000–2001 | Brutalne przebudzenie             | Nancy Adams       | 9 odc.              |
| 1999–2002 | Sprawy rodzinne                   | Viveca Foster     | gł. obsada, 68 odc. |
| 2003      | CSI: Kryminalne zagadki Miami     | Laura             | 5 odc.              |
| 2009      | Zabójcze umysły                   | Tamara Barnes     | 2 odc.              |
| 2006–2012 | Eureka                            | Allison Blake     | gł. obsada, 77 odc. |
| 2012–2013 | Newsroom                          | Jane Barrow       | 3 odc.              |
| 2015      | Being Mary Jane                   | Valerie           | 5 odc.              |
| 2015–2017 | Stitchers                         | Maggie            | gł. obsada; 31 odc. |